# Lchamaasürengijn Badamsüren
Lchamaasürengijn Badamsüren (mong. Лхамаасүрэнгийн Бадамсүрэн; ur. 28 maja 1972 w Ułan Bator) – mongolska judoczka. Olimpijka z Barcelony 1992, gdzie zajęła dwudzieste miejsce w wadze półśredniej.
Brązowa medalistka mistrzostw Azji w 1991 roku.

## Letnie Igrzyska Olimpijskie 1992
| Konkurencja | Eliminacje          | Klas. końcowa |
| Konkurencja | Przeciwnik I        | Miejsce       |
| ----------- | ------------------- | ------------- |
| 61 kg       | Zsuzsa Nagy (HUN) P | 20.           |